# Enebakk
Enebakk est une kommune de Norvège. Elle est située dans l'ancien comté d'Akershus.

## Description
Le chef-lieu de la commune est le village de Kirkebygda. La municipalité d'Enebakk se compose de 65 % de zone forestière de l'Østmarka et possède également le lac Øyeren, neuvième plus grand lac norvégien. 

## Zones protégées
- Parc national d'Østmarka
- Réserve naturelle de Nordre Øyeren